# Ana Griselda Vegas
Anasaria “Ana Griselda” Vegas Albornoz (Mérida, 26 luglio 1941) è una modella venezuelana, eletta Miss Venezuela nel 1961.
La modella è stata la rappresentante ufficiale del Venezuela a Miss Universo 1961, concorso tenuto a Miami Beach, California, il 1º luglio 1961, dove però non è riuscita ad entrare nella rosa delle prime quindici finaliste.